# Phenax sessilifolius
Phenax sessilifolius är en nässelväxtart som beskrevs av Ignatz Urban och Ekman. Phenax sessilifolius ingår i släktet Phenax och familjen nässelväxter. Inga underarter finns listade i Catalogue of Life.